# 紫峰人形美術館
紫峰人形美術館（しほうにんぎょうびじゅつかん）は、かって愛知県高浜市に存在した私立美術館。吉浜人形が運営する人形美術館であった。

## 歴史
1981年（昭和56年）に開館した。館内には約3万体の人形を展示しており、全国の有名な祭りや歴史的な場面が再現されていた。美術館の名称にある紫峰とは、株式会社吉浜人形の創業者で、美術館の人形を作った花雲斎紫峰に由来する。
美術館の周辺には800mにわたり人形小路と呼ばれる散策コースが整備され、吉浜細工人形の展示などが行われていた。
2012年（平成24年）8月には、隣接する吉浜人形本店に統合され、無料開放施設としてオープンした。
なお、旧美術館の建物は解体され、跡地は吉浜さんさん保育園となっている。
2017年11月、吉浜人形本店リニューアルに伴い、閉館した。

## 利用案内
- 開館時間 : 高浜市本店の営業時間に同じ
- 休館日 : 高浜市本店の営業日に同じ
- 入館料 : 無料

## 交通アクセス
- 名古屋鉄道三河線「吉浜駅」から徒歩約3分。